# Nikólaos Trikoúpis
Nikólaos Trikoúpis (en grec moderne : Νικόλαος Τρικούπης ; 1869-1956) est un tireur sportif grec.
Il a remporté une médaille de bronze olympique en carabine d'ordonnance à 200 m aux Jeux olympiques d'été de 1896 à Athènes.